# Littoral
Littoral (fransk: Région du Littoral) er en region i Cameroun, med hovedstad i byen Douala. I 2004 havde den en befolkning på 3.174.437. Navnet kommer af at regionen for en stor del er kystnær og forbundet med kysten.
Douala Edéa Nationalpark ligger i regionen.

## Inddeling
Regionen er inddelt i fire departementer:
1. Nkam med hovedstad Yabassi.
2. Moungo med hovedstad i Nkongsamba .
3. Sanaga-Maritime, med hovedstad i Édéa .
4. Wouri, der danner området omkring storbyen Douala.

Disse er igen opdelt i underafdelinger. Præsidentielt udnævnte ledende divisionsofficerer (prefekter) og underafdelingsofficerer styrer hver. Traditionelle ledere, normalt omtalt som høvdinge, præsiderer ofte over bestemte etniske grupper eller landsbyer; ikke desto mindre har mange af disse meget lidt magt i dag.

## Kultur

### Traditionel påklædning
- Sanja -tøj fra King Kum Prosper III
- Traditionel hat
- Kaba Ngondo tørklæde
- Kvinder med Kaba Ngondo

Bygninger og monumenter i regionen
- Frihedsgudinden, Douala
- Centenaire-templet, Douala
- Katedralen i Edea
- Kings Bell Palace, Douala
- Kong Bells monument
- Villa Mandessi
- Det indre af St. Peter & Paul-katedralen i Douala
- General Leclercs monument i Douala
- Bonalembe-templet, Douala
- Benediktineren
- Distriktschefens gamle residens i Douala
- Tidligere residens for valgkredslederen
- Gustav Nachtigals monument, Douala
- Monument af Ngosso Din, Douala
- Handelskammeret, Douala
- Sankt Engelbert-katedralen
- Kong Akwas grav i Douala
- Vor Frue Sejre i New Bell, Douala
- Tidligere residens for valgkredslederen
- New Bell Central-moskeen
- Monument for kong Akwa i Douala